# NGC 1468
NGC 1468 este o galaxie lenticulară situată în constelația Eridanul. A fost descoperită în 19 decembrie 1881 de către Édouard Stephan⁠(d).